# Lê Văn Nưng
Lê Văn Nưng (sinh năm 1965) là một chính khách người Việt Nam. Ông hiện là Phó Bí thư Thường trực Tỉnh ủy, Chủ tịch Hội đồng nhân tỉnh An Giang.

## Tiểu sử
Ông Lê Văn Nưng sinh ngày 15 tháng 11 năm 1965, quê quán xã Vĩnh Thành, huyện Châu Thành, tỉnh An Giang. Ông có trình độ Cử nhân Xây dựng Đảng và chính quyền Nhà nước, Cao cấp lý luận chính trị. Ngày 30 tháng 6 năm 2021, ông được bầu làm Chủ tịch Hội đồng nhân dân tỉnh An Giang nhiệm kỳ 2021-2026.

## Kỷ luật
Ngày 12 tháng 9 năm 2024, Chủ tịch Quốc hội Trần Thanh Mẫn đã ký ban hành Nghị quyết ngày 12/9 của Ủy ban Thường vụ Quốc hội về việc xử lý kỷ luật đối với ông Lê Văn Nưng, Chủ tịch HĐND tỉnh An Giang bằng hình thức khiển trách đối với do đã có những vi phạm khuyết điểm trong công tác.